# Anzoátegui
Anzoategui (tiếng Tây Ban Nha: Anzoátegui) là một trong 23 bang của Venezuela. Bang này nằm ở vùng đông bắc Venezuela, tiếp giáp với các bang Monagas và Sucre về phía đông, Bolivar về phía nam, Guarico về phía tây, Miranda về phía tây bắc và biển Caribbean về phía bắc. Thủ phủ của bang này là thành phố Barcelona.
Bang Anzoategui có diện tích 43.300 km² và ước tính dân số năm 2016 là khoảng 1,8 triệu người, là bang đông dân thứ 8 ở Venezuela. 

## Tên gọi
Bang này được đặt theo tên của người anh hùng dân tộc José Antonio Anzoátegui (1789 - 1819) trong cuộc chiến tranh giành độc lập của Venezuela. Năm 1909, Anzoategui chính thức trở thành một bang của Venezuela. 

## Kinh tế
Kinh tế của tiểu bang dựa trên các nguồn lợi chính là khai thác dầu khí, đánh cá và du lịch. Anzoategui có nhiều bãi biển đẹp nổi tiếng.